# José Luis Doreste
José Luis Doreste Blanco, né le 18 septembre 1956 à Las Palmas de Gran Canaria, est un skipper espagnol.

## Biographie
José Luis Doreste remporte aux Jeux olympiques d'été de 1988 à Séoul la médaille d'or en Finn.
Il est le frère du skipper Luis Doreste.